# Pramote Sangskulrote
Pramote Sangskulrote (thailändisch ปราโมทย์ แสงสกุลโรจน์; * 5. Juli 1952) ist ein ehemaliger thailändischer Radrennfahrer.

## Sportliche Laufbahn
Sangskulrote war im Straßenradsport aktiv und Teilnehmer der Olympischen Sommerspiele 1972 in München. Im olympischen Straßenrennen schied er aus.